# Липовец (Хустский район)
Липовец (укр. Липовець) — село, входит в Хустскую городскую общину Хустского района Закарпатской области Украины.
Население по переписи 2001 года составляло 1530 человек. Почтовый индекс — 90416. Телефонный код — 3142. Код КОАТУУ — 2125385001.